# Holowkiwka (Tscherkassy)
Holowkiwka (ukrainisch Головківка; russisch Головковка Golowkowka) ist ein Dorf in der ukrainischen Oblast Tscherkassy mit etwa 1400 Einwohnern (2001).

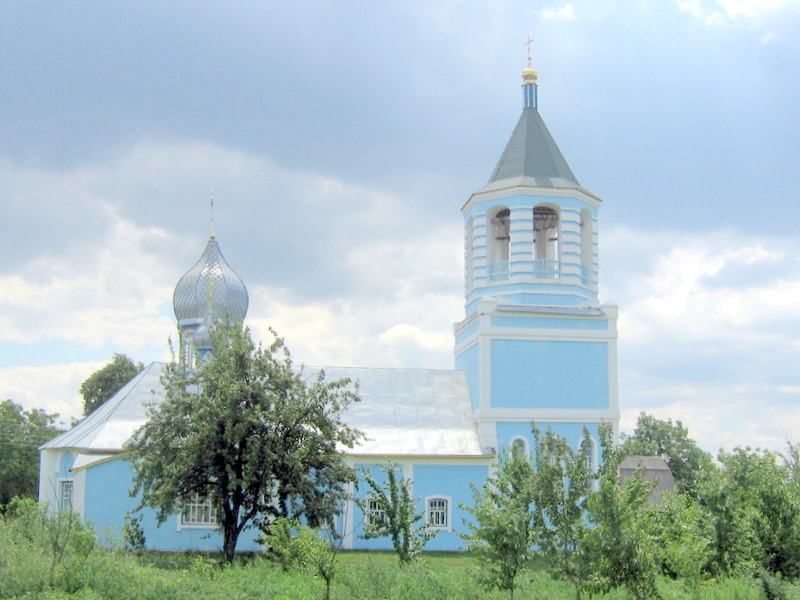
Kirche in Holowkiwka

Das erstmals 1775 schriftlich erwähnte Dorf liegt in der historischen Region des Cholodnyj Jar – eines riesigen Waldgebietes mit historischer sowie umweltbezogener Bedeutung.
Im Dorf stehen neben einer Kirche, die nach Iwan Bohoslow benannt wurde, auch zwei kleinere Kapellen.
Am 13. August 2018 wurde das Dorf ein Teil der neugegründeten Landgemeinde Medwediwka, bis dahin bildete es zusammen mit der Ansiedlung Skeliwka (Скелівка) die Landratsgemeinde Holowkiwka (Головківська сільська рада/Holowkiwska silska rada) im Westen des Rajons Tschyhyryn.
Am 17. Juli 2020 kam es im Zuge einer großen Rajonsreform zum Anschluss des Rajonsgebietes an den Rajon Tscherkassy.

## Atamanskij-Park

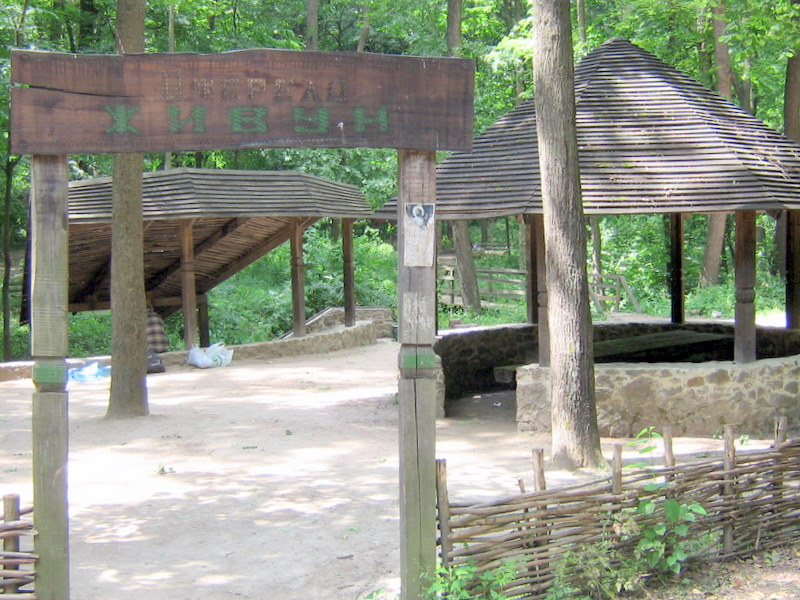
Brunnen im Atamanskij-Park

Der Atamanskij-Park (ukrainisch: Атаманський парк) ist ein 397 Hektar großes Waldgebiet, das ab 1972 besondere Bedeutung erlangte, aufgrund wichtiger historischer Ereignisse in der Geschichte der Ukraine und auch während des Zweiten Weltkrieges. Innerhalb des Parks gibt es einen Brunnen, der „Jhiwun“ genannt wird. Der Legende nach ist dies ein spiritueller Ort mit einer heilbringenden Wirkung auf den Menschen.
Zum Brunnen, um den Bänke aufgestellt wurden, führt ein kleiner Steinpfad.

## Holowkiwka-Museum
Das Museum besteht aus mehreren Räumen, jeder einzelne mit einem eigenen Hauptthema.
In der ersten Halle wird von den natürlichen Gegebenheiten dieser atemberaubenden Gegend erzählt, während in den anderen Räumen Ausstellungen vieler unterschiedliche und einzigartige Relikte, sowie historische Dokumente und Fotos bezüglich der skythischen Ära und der Zeit der Kosaken zu besuchen sind. Außerdem bietet das Museum viele altukrainische Alltagsgegenstände, Kleidung, Dekoration und typische Keramiktöpfereien.